# کیک مرمر
کیک مرمر (انگلیسی: Marble cake)یا کیک ماربل یک نوع کیک است که به سنگ مرمر شباهت دارد و با مخلوط کردن خمیرابه روشن و تیره تهیه می‌شود. همچنین این کیک می‌تواند ترکیبی از کیک وانیل و شکلات نیز باشد.